# William Poromaa
Bengt William Poromaa, född 23 december 2000 i Malmberget, är en svensk längdskidåkare. 
Han debuterade i världscupen 2019 och ingår sedan 2020 i det svenska herrlandslaget. Poromaa har gått skidgymnasiet i Sollefteå och tävlar sedan 2017 för Åsarna IK.

## Biografi

### Skidkarriär
Poromaa debuterade i världscupen som 18-åring den 17 mars 2019, då han kom på 55:e plats på 15 km i Falun. Säsongen efter, 2019/2020, fick han göra ett nytt världscupinhopp, i tjeckiska Nové Město i januari 2020. Han slutade 44:a på 15 km klassiskt och blev 40:e man i den uppföljande jaktstarten på 15 km fritt. Poromaas världscuptävlingar betraktades som undantag, då landslaget egentligen har en regel om att åkare som ska köra JVM senare på säsongen inte får tävla i seniorvärldscupen. Poromaa avslutade säsongen med JVM i tyska Oberwiesenthal, där hans bästa lopp var en niondeplats på tremilen.
I november 2020 togs Poromaa ut till världscuppremiären i finska Ruka den 27–29 november, detta efter att ha vunnit 15-kilometersloppet i den nationella tävlingspremiären i Bruksvallarna.
Den 27 februari 2021 körde William sitt första mästerskapslopp på seniornivå där han slutade på en 9:e plats och blev bästa svensk i världsmästerskapet i skiathlon i tyska Oberstdorf. Vid bytet till skateskidor tappade Poromaa ena skidan. Han förlorade många placeringar på missödet men körde sedan upp sig i fältet.
Poromaa tog sin första pallplats i världscupen i den 27 februari 2022 i Lahtis, där han slutade trea på 15 km klassiskt.
Han vann sin första internationella mästerskapsmedalj vid VM i Planica 2023, då han tog brons på 50 km klassiskt.

### Privatliv
Poromaa är född i Malmberget men uppväxt i Fränsta, dit han flyttade som femåring. Även hans föräldrar, Anette Fanqvist och Larry Poromaa, har varit skidåkare på elitnivå. William Poromaas farmor är från Finland.
Poromaa och Frida Karlsson blev ett av Idrottssveriges mest omskrivna par i samband med att de båda två slog igenom som elitåkare. De träffades redan innan de började på skidgymnasiet i Sollefteå och var sambos i flera år. Efter skid-VM 2023 meddelade de gemensamt att förhållandet var över.

## Resultat

### Världscupen

#### Individuellt
Poromaa har en individuell världscupseger i världscupen.
| Säsong  | Datum            | Plats         | Disciplin | Placering |
| ------- | ---------------- | ------------- | --------- | --------- |
| 2021/22 | 27 februari 2022 | Lahtis        | 15 km (K) | 3:a       |
| 2022/23 | 27 januari 2023  | Les Rousses   | 10 km (F) | 3:a       |
| 2022/23 | 29 januari 2023  | Les Rousses   | 20 km (K) | 3:a       |
| 2022/23 | 26 Mars 2023     | Lahtis        | 20 km (K) | 3:a       |
| 2023/24 | 2 Januari 2024   | Val Di Fiemme | 20 km(K)  | 2:a       |
| 2024/25 | 19 Januari 2025  | Les Rousses   | 20 km (K) | 1:a       |
| 2024/25 | 15 Mar 2025      | Holmenkollen  | 20 km (K) | 2:a       |

#### Totala säsongsresultat
| 2018/19 | 0   | —    | 0   | —    | – | –    | –    | –    |
| 2019/20 | 0   | —    | 0   | —    | – | –    | –    | –    |
| 2020/21 | 184 | 35:a | 119 | 27:a | 5 | 83:a | 17:e | 23:a |
| 2021/22 | 162 | 35:a | 162 | 20:e | – | –    | i.u. | –    |

### Olympiska spel
| Tävling     | 15 km | Skiathlon | 50 km  | Sprint | Stafett | Lagsprint |
| ----------- | ----- | --------- | ------ | ------ | ------- | --------- |
| Peking 2022 | 10:a  | 6:a       | 9:a[a] | —      | 4:a     | 4:a       |

a Loppet var nedkortat till 30 km på grund av dåligt väder.

### Världsmästerskap
| Tävling         | 15 km | Skiathlon | 50 km  | Sprint | Stafett | Lagsprint |
| --------------- | ----- | --------- | ------ | ------ | ------- | --------- |
| Oberstdorf 2021 | 9:a   | 9:a       | 12:a   | —      | 4:a     | —         |
| Planica 2023    | 5:a   | 5:a       | Brons  | —      | 6:a     | —         |
| Trondheim 2025  | 6:a   | 8:a       | Silver | —      | Brons   | —         |